# Брусьник (Малопольське воєводство)
Брусьник (пол. Bruśnik) — село в Польщі, у гміні Ценжковиці Тарновського повіту Малопольського воєводства.
Населення — 1032 особи (2011).
У 1975-1998 роках село належало до Тарновського воєводства.

## Демографія
Демографічна структура станом на 31 березня 2011 року:
|          | Загалом | Допрацездатний вік | Працездатний вік | Постпрацездатний вік |
| -------- | ------- | ------------------ | ---------------- | -------------------- |
| Чоловіки | 523     | 139                | 340              | 44                   |
| Жінки    | 509     | 132                | 274              | 103                  |
| Разом    | 1032    | 271                | 614              | 147                  |